# Врангель, Фёдор Густавович
Барон Фёдор Густавович Врангель (нем. Otto Friedrich Gustav von Wrangell; 1800—1869) — генерал-лейтенант русской императорской армии.

## Биография
Происходил из рода Врангелей (дом Gaus-Maidel); сын ротмистра барона Вольдемара Густава (1770—1827) и его второй жены Якобины Каролины Софии, баронессы Икскюль фон Гильденбанд (1781—1832). Родился 22 июля (3 августа) 1800 года в Эстляндской губернии, в Saximois (Saksi mõis (эст.)).
Первый офицерский чин получил 3 мая 1820 года. В 1852 году за 30 лет службы был награждён знаком отличия.
Генерал-майор с 6 декабря 1853 года — командовал 1-й бригадой 1-й гренадерской резервной дивизии.
Вышел в отставку с пожалованием чина генерал-лейтенанта, мундиром и пенсией — 8 апреля 1865 года.
Умер 23 февраля (7 марта) 1869 года. Похоронен на Смоленском лютеранском кладбище рядом с женой Елизаветой Клементьевной, урожд. Григорьевой (1819?—21.05.1879).